# Gilbert Alexandre Carrelet
Pour les articles homonymes, voir Carrelet.
 (mars 2019).
Si vous disposez d'ouvrages ou d'articles de référence ou si vous connaissez des sites web de qualité traitant du thème abordé ici, merci de compléter l'article en donnant les références utiles à sa vérifiabilité et en les liant à la section « Notes et références ».
Gilbert Alexandre Carrelet, né à Saint-Pourçain-sur-Sioule le 14 septembre 1789 et mort à Ahuy le 24 mai 1874, est un général français.

## Biographie
Fils et petit-fils d'officiers supérieurs de cavalerie, il entra au service le 14 avril 1807, à l'École militaire, d'où il sortit sous-lieutenant le 23 juin 1808.
Il fut envoyé en Prusse, puis en Espagne, où il fit les campagnes de 1809, 1810 et 1814. Fait lieutenant en 1810, sur le champ de bataille de Ciudad Rodrigo, après avoir eu la cuisse droite cassée par un Biscaïen, il fut mis en retraite en 1812 pour blessures graves, et peu de temps après placé dans la gendarmerie.
Licencié avec l'armée de la Loire, après les campagnes de France en 1814 et 1815, il resta dans ses foyers jusqu'en mai 1818.
Fait capitaine en 1822, et chef d'escadron à la suite de la révolution de 1830, il fut envoyé en Algérie en 1833, pour y organiser la gendarmerie. Il en est revenu en 1835 avec le grade de lieutenant-colonel, et a été appelé au commandement de la 8e légion de gendarmerie. Il fut nommé colonel quelque temps après.
Il est par la suite général de division, à la promotion du 10 juillet 1848, il est commandeur de la Légion d'honneur et commande la 7e division militaire.

## Distinctions
- Grand officier de la Légion d'honneur, 31 octobre 1849
- Grand-croix de la Légion d'honneur
- Commandeur de l'ordre des Saints-Maurice-et-Lazare
- Grand officier de l'ordre royal de Saint-George de la Réunion (Deux Siciles)
- Grand commandeur de l'ordre du Christ